# 尿苷二磷酸葡萄糖
尿苷二磷酸葡萄糖（英語：Uridine diphosphate glucose，或 uracil-diphosphate glucose，UDP-葡萄糖）是一种核苷酸糖，涉及代谢过程中的糖基转移反应，
並參與植物細胞壁的合成。